# Alan Combe
Alan Combe (Edinburgh, 3 april 1974) is een Schots voetballer (doelman) die sinds 2014 voor de Schotse tweedeklasser Hibernian FC uitkomt.